# アル・ヤコブ・タワー
アル・ヤコブ・タワー（英語: Al Yaqoub Tower）は、アラブ首長国連邦ドバイE11ロードにある328 m (1,076 ft)の超高層ビル。2010年に上棟式が行われ、2013年竣工した。69階建て。Daro Saifuudin Yaquobの個人所有ビルであり、224室のホテルとしての機能も併せ持つ。
デザインはロンドンのビッグ・ベンから着想されているが、アル・ヤコブ・タワーには時計はついていない。ちょうどすぐ北側にあるザ・タワー (ドバイ)とも類似したデザインを持つ。

## 建設中の風景

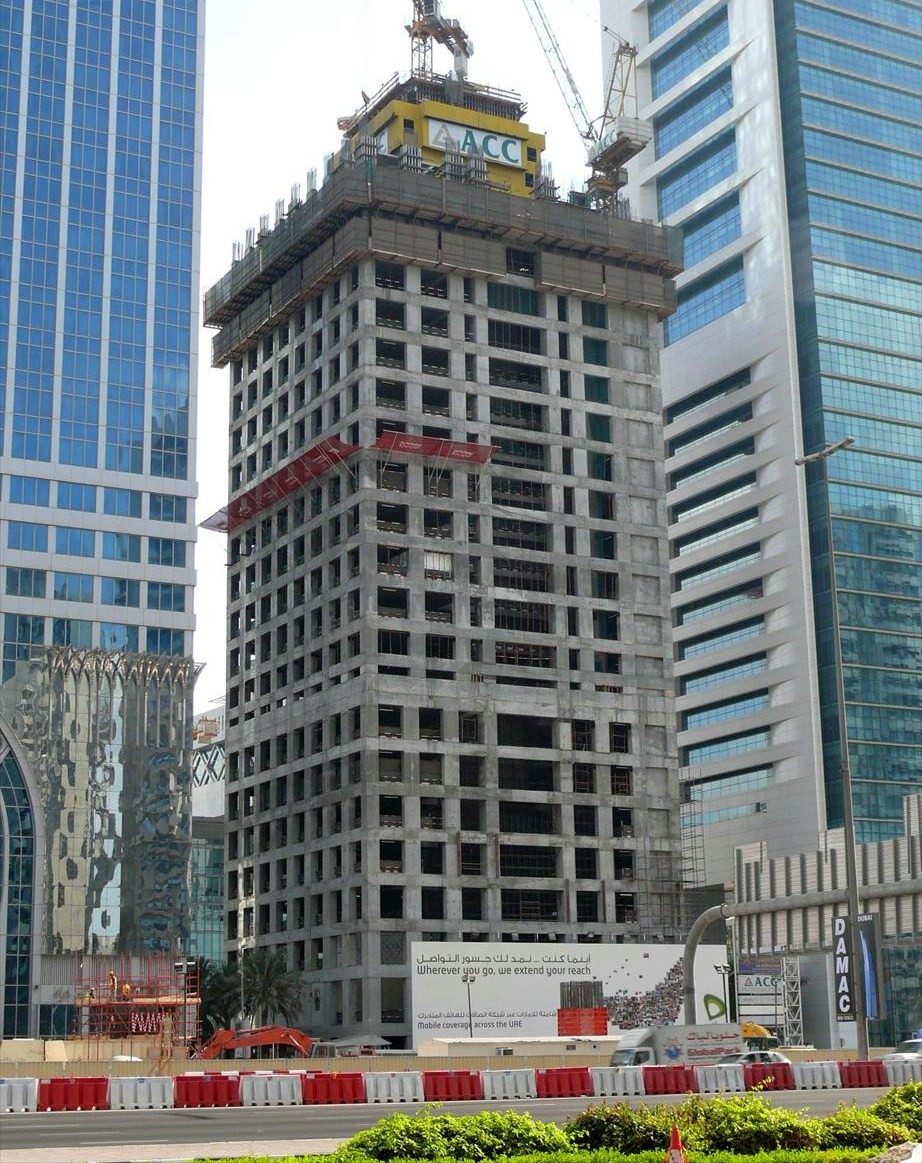
28 December 2007

## 脚註
1. ↑  http://www.skyscrapercenter.com/building.php?building_id=%20389
2. 1 2 3 4  “Al Yaqoub Tower”.   Emporis.com. 2007年9月26日閲覧。
3. ↑  http://buildingdb.ctbuh.org/?do=building&building_id=389
4. ↑  http://skyscrapercenter.com/building/al-yaqoub-tower/389